# Porthecla porthura
Porthecla porthura is een vlinder uit de familie van de Lycaenidae. De wetenschappelijke naam van de soort werd als Thecla porthura in 1907 gepubliceerd door Hamilton Herbert Druce.